# Kinos resa
Kinos resa (キノの旅 -the Beautiful World- Kino no tabi -the Beautiful World-?), även känd som Kino's Journey, är titeln på en lättroman-serie skriven av Keiichi Sigsawa och först publicerad mars 2000. Den kom även ut som anime med japansk TV-premiär mellan 8 april och 8 juni 2003.

## Handling
Serien handlar om resenären Kino (i animen framgår det först så småningom att Kino är en flicka) som reser tillsammans med sin talande motorcykel Hermes och besöker olika platser. Tre dagar stannar de på varje plats, vilket är tillräckligt länge för att kunna bli vittne till en tänkvärd episod typisk för just den platsen. Denna episodiska och fantasy-präglade roadmovie kretsar i stort kring de mänskliga beteenden som duon erfar under sitt resande.

## Animen

### Avsnitt
(engelska titlar)
1. Land of Visible Pain -I See You-
2. A Tale of Feeding Off Others -I Want to Live-
3. Land of Prophecies -We No The Future-
4. Land of Adults -Natural Right-
5. Three Men Along the Rails -On the Rails-
6. Coliseum (del 1) -Avengers-
7. Coliseum (del 2) -Avengers-
8. Land of Wizards -Potentials of Magic-
9. Land of Books -Nothing Is Written!-
10. A Tale of Mechanical Dolls -One-way Mission-
11. Her Journey -Love and Bullets-
12. A Peaceful Land -Mother's Love-
13. A Kind Land -Tomorrow Never Comes-

### Rollfigurer ochröstskådespelare
- Kino (japanska:Ai Maeda, engelska: Kelli Cousins)

Ung resenär som reser runt världen på sin (talande) motorcykel. Stannar endast te dagar på varje plats. Androgyn framtoning; i animen förstår man först efter ett tag att Kino är en hon.
- Hermes (Ryuji Aigase, Cynthia Martinez)

En motorcykel och tillika medresenär till Kino. För samtal med Kino under resans gång.

### Svensk distribution
Anime-serien visades i Sverige på Canal+ under sommaren 2005. Den har även givits ut på DVD i Sverige i två olika utgåvor. Under titeln Kinos resa (fyra DVD:boxar) kom den under 2005 med japansk originaldubb. Som Kino's Journey (samlingsbox) kom den december 2006 med både japanskt och engelskt tal.